# DEL 1997/98
Die DEL-Saison 1997/98 war die vierte Spielzeit der Deutschen Eishockey Liga. Deutscher Meister wurde der Titelverteidiger Adler Mannheim, während sich die Kaufbeurer Adler nach dem 15. Spieltag, die Düsseldorfer EG nach der Saison aufgrund finanzieller Probleme aus der Liga zurückzogen.

## Voraussetzungen

### Teilnehmer
| Klub                    | Standort               | Vorjahr | Meisterrunde↑ Relegationsrunde↓ | Play-offs↑ Play-downs↓ |
| ----------------------- | ---------------------- | ------- | ------------------------------- | ---------------------- |
| Augsburger Panther      | Augsburg               | 13.     | 5.↓                             | 1. Runde↓              |
| Berlin Capitals         | Berlin                 | 3.      | 5.↑                             | Viertelfinale↑         |
| Eisbären Berlin         | Berlin                 | 5.      | 4.↑                             | Halbfinale↑            |
| Düsseldorfer EG         | Düsseldorf             | 9.      | 3.↓                             | 1. Runde↓              |
| Frankfurt Lions         | Frankfurt              | 10.     | 6.↓                             | 2. Runde↓              |
| Kassel Huskies          | Kassel                 | 4.      | 3.↑                             | Vizemeister↑           |
| Kaufbeurer Adler        | Kaufbeuren             | 12.     | 7.↓                             | 1. Runde↓              |
| Kölner Haie             | Köln                   | 1.      | 2.↑                             | Viertelfinale↑         |
| Krefeld Pinguine        | Krefeld                | 8.      | 2.↓                             | Viertelfinale↑         |
| EV Landshut             | Landshut               | 7.      | 1.↓                             | Halbfinale↑            |
| Adler Mannheim          | Mannheim               | 2.      | 1.↑                             | Deutscher Meister↑     |
| Nürnberg Ice Tigers     | Nürnberg               | 15.     | 9.↓                             | 2. Runde↓              |
| Revierlöwen Oberhausen1 | Oberhausen             | 16.     | 10.↓                            | Relegation↓            |
| Starbulls Rosenheim     | Rosenheim              | 6.      | 6.↑                             | Viertelfinale↑         |
| Schwenninger Wild Wings | Villingen-Schwenningen | 11.     | 4.↓                             | 1. Runde↓              |
| Hannover Scorpions      | Wedemark               | 14.     | 8.↓                             | Relegation↓            |

1 im Vorjahr Ratinger Löwen

### Modus und Regelwerk
Gespielt wurde zunächst eine Einfachrunde mit 28 Spielen pro Mannschaft. Anschließend spielten die Mannschaften auf den Plätzen eins bis sechs eine Meisterrunde aus, während die restlichen neun Teams in einer Qualifikationsrunde die acht Plätze der Play-off-Qualifikationsrunde ausspielten, in der wiederum die letzten zwei Teilnehmer der Play-offs ausgespielt wurden.

## Hauptrunde

### Vorrunde
|     | Club                        | Sp              | S               | U               | OTN             | N               | Tore            | Punkte          |
| --- | --------------------------- | --------------- | --------------- | --------------- | --------------- | --------------- | --------------- | --------------- |
| 1.  | Adler Mannheim (M)          | 28              | 20              | 2               | 1               | 5               | 111:74          | 43              |
| 2.  | Düsseldorfer EG             | 28              | 20              | 0               | 0               | 8               | 113:88          | 40              |
| 3.  | EV Landshut                 | 28              | 18              | 2               | 1               | 7               | 100:64          | 39              |
| 4.  | Frankfurt Lions             | 28              | 16              | 4               | 1               | 7               | 92:74           | 37              |
| 5.  | Eisbären Berlin             | 28              | 15              | 4               | 0               | 9               | 97:79           | 34              |
| 6.  | Kölner Haie                 | 28              | 14              | 4               | 1               | 9               | 104:94          | 33              |
| 7.  | Krefeld Pinguine            | 28              | 14              | 2               | 1               | 11              | 85:84           | 31              |
| 8.  | Hannover Scorpions          | 28              | 12              | 3               | 2               | 11              | 88:96           | 29              |
| 9.  | Schwenninger ERC Wild Wings | 28              | 11              | 5               | 2               | 10              | 98:100          | 29              |
| 10. | Berlin Capitals             | 28              | 11              | 2               | 4               | 11              | 73:81           | 28              |
| 11. | Kassel Huskies              | 28              | 10              | 2               | 3               | 13              | 82:86           | 25              |
| 12. | Nürnberg Ice Tigers         | 28              | 9               | 2               | 2               | 15              | 93:107          | 22              |
| 13. | Revierlöwen Oberhausen      | 28              | 9               | 3               | 1               | 16              | 81:103          | 22              |
| 14. | Augsburger Panther          | 28              | 10              | 0               | 2               | 16              | 78:107          | 22              |
| 15. | Starbulls Rosenheim         | 28              | 3               | 1               | 0               | 24              | 70:138          | 7               |
| 16. | Kaufbeurer Adler            | disqualifiziert | disqualifiziert | disqualifiziert | disqualifiziert | disqualifiziert | disqualifiziert | disqualifiziert |

Abkürzungen: Sp = Spiele, S = Siege, OTN = Niederlagen nach Verlängerung, N = Niederlagen, (M) = Titelverteidiger

Erläuterungen:       = Qualifikation für die Meisterrunde,       = Qualifikation für die Qualifikationsrunde,       = Abstieg

### Meisterrunde
|    | Club               | Sp | S  | U | OTN | N  | Tore    | Punkte |
| -- | ------------------ | -- | -- | - | --- | -- | ------- | ------ |
| 1. | Eisbären Berlin    | 48 | 27 | 6 | 1   | 14 | 179:139 | 61     |
| 2. | Frankfurt Lions    | 48 | 27 | 6 | 1   | 14 | 160:126 | 61     |
| 3. | Kölner Haie        | 48 | 26 | 6 | 2   | 14 | 160:147 | 60     |
| 4. | Adler Mannheim (M) | 48 | 26 | 3 | 3   | 16 | 170:145 | 58     |
| 5. | Düsseldorfer EG    | 48 | 27 | 1 | 2   | 18 | 166:164 | 57     |
| 6. | EV Landshut        | 48 | 25 | 4 | 2   | 17 | 148:118 | 56     |

Abkürzungen: Sp = Spiele, S = Siege, OTN = Niederlagen nach Verlängerung, N = Niederlagen, (M) = Titelverteidiger

Erläuterungen:       = direkte Qualifikation für die Play-offs

### Qualifikationsrunde
|    | Club                        | Sp | S  | U | OTN | N  | Tore    | Punkte |
| -- | --------------------------- | -- | -- | - | --- | -- | ------- | ------ |
| 1. | Hannover Scorpions          | 44 | 22 | 6 | 2   | 14 | 160:142 | 52     |
| 2. | Berlin Capitals             | 44 | 19 | 7 | 4   | 14 | 136:118 | 49     |
| 3. | Schwenninger ERC Wild Wings | 44 | 19 | 5 | 3   | 17 | 157:148 | 46     |
| 4. | Kassel Huskies              | 44 | 19 | 3 | 4   | 18 | 140:128 | 45     |
| 5. | Krefeld Pinguine            | 44 | 18 | 6 | 1   | 19 | 126:141 | 43     |
| 6. | Nürnberg Ice Tigers         | 44 | 18 | 4 | 2   | 20 | 127:154 | 42     |
| 7. | Augsburger Panther          | 44 | 16 | 2 | 2   | 24 | 122:160 | 36     |
| 8. | Revierlöwen Oberhausen      | 44 | 14 | 4 | 1   | 25 | 132:184 | 33     |
| 9. | Starbulls Rosenheim         | 44 | 6  | 3 | 0   | 35 | 105:204 | 15     |

Abkürzungen: Sp = Spiele, S = Siege, OTN = Niederlagen nach Verlängerung, N = Niederlagen, (M) = Titelverteidiger

Erläuterungen:       = Qualifikation für die Play-off-Qualifikation,       = sportlicher Abstieg

### Beste Scorer
Quelle: del.org; Abkürzungen: Sp = Spiele, T = Tore, V = Assists, Pkt = Punkte, SM = Strafminuten; Fett: Bestwert
| Spieler          | Mannschaft              | Sp | T  | V  | Pkt | SM  |
| ---------------- | ----------------------- | -- | -- | -- | --- | --- |
| Len Soccio       | Hannover Scorpions      | 44 | 18 | 41 | 59  | 56  |
| Mark MacKay      | Schwenninger Wild Wings | 44 | 19 | 35 | 54  | 24  |
| Jason Lafrenière | Hannover Scorpions      | 44 | 12 | 40 | 52  | 62  |
| Mark Pederson    | Hannover Scorpions      | 42 | 19 | 33 | 52  | 57  |
| Paul DiPietro    | Kassel Huskies          | 44 | 20 | 29 | 49  | 14  |
| Martin Jiranek   | Nürnberg Ice Tigers     | 43 | 21 | 29 | 50  | 20  |
| Roman Horák      | Nürnberg Ice Tigers     | 44 | 23 | 24 | 47  | 18  |
| Gary Leeman      | Hannover Scorpions      | 41 | 13 | 34 | 47  | 30  |
| Pierre Rioux     | Augsburger Panther      | 44 | 20 | 25 | 45  | 4   |
| Rich Chernomaz   | Schwenninger Wild Wings | 44 | 13 | 31 | 44  | 103 |
| David Haas       | Hannover Scorpions      | 44 | 17 | 27 | 44  | 122 |
| Joe West         | Hannover Scorpions      | 41 | 26 | 18 | 44  | 68  |

| Kategorie       | Name       | Team                   | Anzahl                   |
| --------------- | ---------- | ---------------------- | ------------------------ |
| Top-Torhüter    | Petr Bříza | EV Landshut            | 2,41 Gegentore pro Spiel |
| Top-Verteidiger | Marc West  | Revierlöwen Oberhausen | 42 Scorerpunkte          |

## Qualifikations-Play-offs
Die Sieger der 2. Runde qualifizierten sich für die Meisterschafts-Play-offs.

### 1. Runde
Die 1. Runde der Play-offs-Qualifikation wurde im Modus „Best-of-Five“ ausgespielt.
|                             |   |                         | Serie | 1   | 2         | 3   | 4   | 5   |
| --------------------------- | - | ----------------------- | ----- | --- | --------- | --- | --- | --- |
| Hannover Scorpions          | – | Revier Löwen Oberhausen | 3:0   | 6:2 | 5:2       | 5:4 | –   | –   |
| Berlin Capitals             | – | Augsburger Panther      | 1:3   | 3:2 | 1:3       | 0:2 | 1:4 | –   |
| Schwenninger ERC Wild Wings | – | Nürnberg Ice Tigers     | 3:2   | 6:2 | 4:5 n. V. | 5:2 | 2:4 | 6:2 |
| Kassel Huskies              | – | Krefeld Pinguine        | 1:3   | 3:5 | 2:5       | 5:3 | 1:2 | –   |

### 2. Runde
Die 2. Runde der Play-offs-Qualifikation wurde im Modus „Best of Three“ ausgespielt.
|                             |   |                    | Serie | 1   | 2   | 3   |
| --------------------------- | - | ------------------ | ----- | --- | --- | --- |
| Hannover Scorpions          | – | Augsburger Panther | 2:0   | 4:3 | 5:2 | –   |
| Schwenninger ERC Wild Wings | – | Krefeld Pinguine   | 1:2   | 4:3 | 2:6 | 2:5 |

Damit qualifizierten sich die Hannover Scorpions und die Krefeld Pinguine für die Play-offs.

### Beste Scorer
Quelle: del.org; Abkürzungen: Sp = Spiele, T = Tore, V = Assists, Pkt = Punkte, SM = Strafminuten; Fett: Bestwert
| Spieler          | Mannschaft              | Sp | T | V | Pkt | SM |
| ---------------- | ----------------------- | -- | - | - | --- | -- |
| Jackson Penney   | Schwenninger Wild Wings | 8  | 7 | 7 | 14  | 12 |
| Mark MacKay      | Schwenninger Wild Wings | 8  | 6 | 7 | 13  | 6  |
| John Walker      | Krefeld Pinguine        | 6  | 5 | 6 | 11  | 4  |
| Witali Karamnow  | Krefeld Pinguine        | 6  | 5 | 5 | 10  | 6  |
| David Haas       | Hannover Scorpions      | 5  | 8 | 1 | 9   | 10 |
| Jason Lafrenière | Hannover Scorpions      | 5  | 3 | 5 | 8   | 0  |
| Martin Jiranek   | Nürnberg Ice Tigers     | 4  | 4 | 4 | 8   | 4  |
| Wayne Hynes      | Schwenninger Wild Wings | 8  | 0 | 7 | 7   | 10 |
| Mike Stevens     | Schwenninger Wild Wings | 7  | 3 | 4 | 7   | 30 |
| Dan Laperrière   | Schwenninger Wild Wings | 6  | 3 | 4 | 7   | 2  |

## Play-offs

### Play-off-Baum
| Viertelfinale | Viertelfinale      | Viertelfinale  |    |                 | Halbfinale | Halbfinale | Halbfinale |  |  | Finale | Finale | Finale |
|               |                    |                |    |                 |            |            |            |  |  |        |        |        |
| 5.            | Eisbären Berlin    | 3              |    |                 |            |            |            |  |  |        |        |        |
| 7.            | Krefeld Pinguine   | 0              |    |                 |            |            |            |  |  |        |        |        |
| 7.            | Krefeld Pinguine   | 0              | 5. | Eisbären Berlin | 3          |            |            |  |  |        |        |        |
|               |                    |                | 5. | Eisbären Berlin | 3          |            |            |  |  |        |        |        |
|               | 3.                 | EV Landshut    | 0  |                 |            |            |            |  |  |        |        |        |
| 6.            | 3.                 | EV Landshut    | 0  | Kölner Haie     | 0          |            |            |  |  |        |        |        |
| 6.            |                    |                |    | Kölner Haie     | 0          |            |            |  |  |        |        |        |
| 3.            | EV Landshut        | 3              |    |                 |            |            |            |  |  |        |        |        |
| 3.            | EV Landshut        | 3              | 5. | Eisbären Berlin | 1          |            |            |  |  |        |        |        |
|               |                    |                |    | Eisbären Berlin | 1          |            |            |  |  |        |        |        |
|               | 1.                 | Adler Mannheim | 3  |                 |            |            |            |  |  |        |        |        |
| 4.            | 1.                 | Adler Mannheim | 3  | Frankfurt Lions | 3          |            |            |  |  |        |        |        |
| 4.            |                    |                |    | Frankfurt Lions | 3          |            |            |  |  |        |        |        |
| 8.            | Hannover Scorpions | 1              |    |                 |            |            |            |  |  |        |        |        |
| 8.            | Hannover Scorpions | 1              | 4. | Frankfurt Lions | 0          |            |            |  |  |        |        |        |
|               |                    |                | 4. | Frankfurt Lions | 0          |            |            |  |  |        |        |        |
|               | 1.                 | Adler Mannheim | 3  |                 |            |            |            |  |  |        |        |        |
| 1.            | 1.                 | Adler Mannheim | 3  | Adler Mannheim  | 3          |            |            |  |  |        |        |        |
| 1.            |                    |                |    | Adler Mannheim  | 3          |            |            |  |  |        |        |        |
| 2.            | Düsseldorfer EG    | 0              |    |                 |            |            |            |  |  |        |        |        |

Alle Play-off-Runden wurden im Modus „Best-of-Five“ ausgespielt.

### Viertelfinale
|                 |   |                    | Serie | 1         | 2         | 3         | 4   | 5 |
| --------------- | - | ------------------ | ----- | --------- | --------- | --------- | --- | - |
| Eisbären Berlin | – | Krefeld Pinguine   | 3:0   | 4:3 n. V. | 4:3 n. V. | 5:1       | –   | – |
| Frankfurt Lions | – | Hannover Scorpions | 3:1   | 4:3 n. V. | 4:1       | 2:4       | 4:2 | – |
| Kölner Haie     | – | EV Landshut        | 0:3   | 3:4 n. V. | 1:9       | 3:4 n. P. | –   | – |
| Adler Mannheim  | – | Düsseldorfer EG    | 3:0   | 7:2       | 4:3       | 6:1       | –   | – |

### Halbfinale
|                 |   |                | Serie | 1   | 2   | 3         | 4 | 5 |
| --------------- | - | -------------- | ----- | --- | --- | --------- | - | - |
| Eisbären Berlin | – | EV Landshut    | 3:0   | 7:4 | 2:1 | 2:0       | – | – |
| Frankfurt Lions | – | Adler Mannheim | 0:3   | 2:6 | 1:5 | 3:4 n. P. | – | – |

### Finale
|                 |   |                | Serie | 1   | 2   | 3   | 4   | 5 |
| --------------- | - | -------------- | ----- | --- | --- | --- | --- | - |
| Eisbären Berlin | – | Adler Mannheim | 1:3   | 0:2 | 2:4 | 8:7 | 1:4 | – |

Damit wurden die Adler Mannheim zum dritten Mal in ihrer Vereinsgeschichte sowie zum zweiten Mal in Folge Deutscher Meister und stiegen somit zugleich zum DEL-Rekordmeister auf.

### Kader des Deutschen Meisters
| Deutscher Meister Adler Mannheim | Torhüter: Klaus Merk, Mike Rosati, Christian Künast Verteidiger: Gordon Hynes, Paul Stanton, Christian Lukes, Mike Posma, Christopher Felix, Stéphane Richer, Martin Ulrich, Mike Pellegrims, Alexander Erdmann Angreifer: Mario Gehrig, Pavel Gross, Dave Tomlinson, Philippe Bozon, Rob Cimetta, François Guay, Jochen Hecht, Ole Dahlström, Mike Hudson, Alexander Serikow, Christian Pouget, Ron Pasco, Dieter Kalt Cheftrainer: Lance Nethery |

### Beste Scorer
Quelle: del.org; Abkürzungen: Sp = Spiele, T = Tore, V = Assists, Pkt = Punkte, SM = Strafminuten; Fett: Bestwert
| Spieler           | Mannschaft      | Sp | T | V  | Pkt | SM |
| ----------------- | --------------- | -- | - | -- | --- | -- |
| Dave Tomlinson    | Adler Mannheim  | 9  | 4 | 10 | 14  | 8  |
| Alexander Serikow | Adler Mannheim  | 9  | 9 | 5  | 14  | 37 |
| Andrew McKim      | Eisbären Berlin | 9  | 6 | 5  | 11  | 6  |
| Paul Stanton      | Adler Mannheim  | 9  | 4 | 6  | 10  | 18 |
| Philippe Bozon    | Adler Mannheim  | 9  | 5 | 5  | 10  | 16 |
| Mike Bullard      | EV Landshut     | 6  | 5 | 5  | 10  | 10 |
| Christian Pouget  | Adler Mannheim  | 9  | 2 | 7  | 9   | 12 |
| Stéphane Richer   | Adler Mannheim  | 7  | 3 | 6  | 9   | 4  |
| Mikael Wahlberg   | Eisbären Berlin | 9  | 1 | 7  | 8   | 8  |
| Mike Hudson       | Adler Mannheim  | 9  | 2 | 6  | 8   | 12 |